# Nina Uraltseva
Nina Nikolajevna Uraltseva (ryska: Нина Николаевна Уральцева), född 24 maj 1934 i Leningrad, är en rysk matematiker, professor i matematisk fysik och prefekt för institutionen för matematisk fysik vid Sankt Petersburgs universitet.
Uraltseva påbörjade sina studier vid Leningrads universitets fysiska fakultet 1951 och utexaminerades från dess institution för matematisk fysik 1956. Åren 1957-1959 bedrev hon vid samma fakultet forskarstudier under ledning av Olga Ladyzjenskaja. Hon blev färdig kandidat nauk 1960 och disputerade 1964 på en avhandling om andra ordningens elliptiska ekvationer.
Uraltseva har länge varit knuten till Leningrads, senare Sankt Petersburgs, universitet. Hon började arbeta som assistent vid institutionen för matematisk fysik 1959 för att befordras till professor 1968 och till slut bli institutionens prefekt 1974. Hon har gett ut över hundra publikationer och belönats med flera priser och utmärkelser, bland annat Sovjetunionens statliga pris 1969, Alexander von Humboldt-stiftelsens forskningspris 2006 och ryska Vänskapsorden 2007. År 2006 utnämndes hon till hedersdoktor vid Kungliga Tekniska högskolan.